# Centre d'immunologie de Marseille-Luminy

Le Centre d’Immunologie de Marseille-Luminy (CIML) fut fondé en 1976 et a été décrit par l'AERES, une agence indépendante d’évaluation, comme "sans aucun doute l'un des meilleurs centres d'excellence en immunologie en Europe". Le CIML s'adresse à tous les domaines d'immunologie contemporaine; il est situé à Marseille dans le sud de la France.

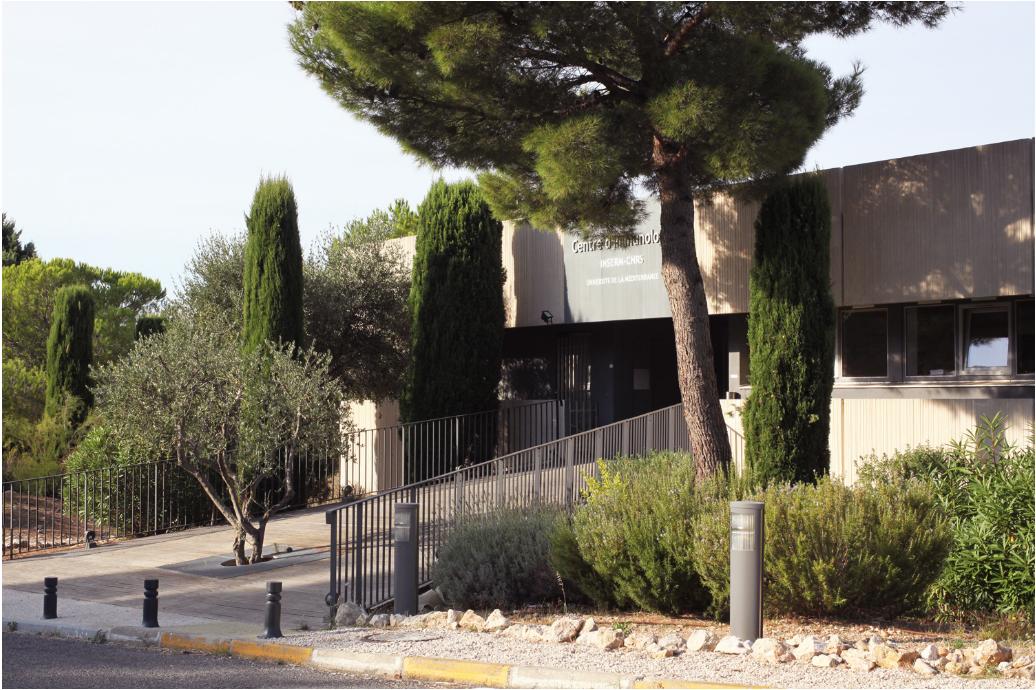
Le CIML.

## Fonctionnement
L'institut arbore 16 équipes de recherche, un personnel de 250 personnes comprenant 185 chercheurs, étudiants, et post-docs de 24 pays. Il offre des programmes de Master et Doctorat.
Le CIML possède 90 collaborations académiques et 21 partenaires industriels en France, en Europe, ainsi que dans le monde entier, et a créé de nombreuses entreprises dérivées, incluant: Innate Pharma, Ipsogen (Quiagen), et Immunotech (Beckman-Coulter).
L'institut a publié plus de 400 publications scientifiques au cours des 5 dernières années, y compris 145 dans des revues ayant un impact factor ≥ 10.
Il est situé dans un campus scientifique qui héberge plus de 1 500 chercheurs et 10 000 étudiants, et 15 entreprises en biotechnologie.

## Directeurs
- François Kourilsky, 1976–1977
- Michel Fougerau 1978-1980
- François Kourilsky, 1981–1984
- Pierre Golstein, 1985-1988[6]
- Bertrand Jordan, 1989–1990
- Michel Pierres, 1991–1994
- Bernard Malissen, 1995-2005[7]
- Jean Pierre Gorvel 2006-2008[8]
- Eric Vivier, depuis 2008[9]

## Avancées en immunologie faites par les découvertes au CIML
(septembre 2020).
Les premiers travaux faits au CIML portèrent sur les lymphocytes T. L’étude de leurs récepteurs aux antigènes menèrent à la découverte de l'inversion chromosomique au cours de la formation du récepteur T (TCR). Les chercheurs du CIML publièrent également la première séquence nucléotidique d'un gène codant un complexe majeur d'histocompatibilité (CMH) humain  et décrivirent comment le TCR reconnaît son ligand  CMH. Les fonctions de ces lymphocytes T furent également étudiées, menant en particulier a l'identification du Granzyme A et GZMB (appelés alors CTLA-1 et CTLA-3) et la démonstration de leur rôle joue dans le mécanisme perforine-granzyme-basé de la cytotoxicité lymphocyte-T- médiée, et à la découverte de la seconde cascade de signalisation de cytotoxicité basée sur le système Fas ligand/Fas récepteur,. D'autres molécules biologiquement importantes identifiées au CIML comprennent des interleukines telles que l'interleukine-17 (ou encore CTLA-8) et des molécules de surface, telles que CTLA-4 régulant l’activité des lymphocytes T. Ensuite, la recherche au CIML s’étendit à d'autres cellules du système immunitaire, notamment aux lymphocytes B, cellules dendritiques et natural killers, ainsi qu'a d'autres systèmes modèles, tels que C. elegans. Les chercheurs du CIML identifièrent l'immunorécepteur tyrosine-base motif inhibiteur (ITIM)-contenant KARAP/DAP12 qui est important pour la fonction des NK et caractérisèrent la fonction clé du récepteur killer-activé NKp46. D'autres avancées récentes incluent la découverte de précurseurs précoces de lymphomes B folliculaires dans des individus en apparence sains, et de structures induites aggrésome-like dendritiques (DALIS) dans des cellules dendritiques, supputées jouer un important rôle dans la régulation de la présentation d’antigène, ainsi que la découverte de circuits MafB/M-CSF au cours de l'engagement des cellules souches hématopoïétiques et des macrophages,.

## Financement
Le CIML est principalement soutenu par financement direct et indirect de l'INSERM, du CNRS, et de l'Université d'Aix-Marseille, recouvrant par exemple les salaires de plus de 125 personnels titulaires. D'autres bailleurs de fonds comprennent le Conseil européen de la recherche, l'Union européenne, l'Agence nationale de la recherche, Association pour la recherche sur le cancer, Fondation Recherche Médicale, Human Frontier Science Program, Institut national du cancer, La Ligue nationale contre le cancer, ainsi que les partenaires industriels du CIML.

## Enseignement et formation
Le programme de Master et Doctorat du CIML est  intégré dans le cadre de l'enseignement a l'Université Aix-Marseille. La participation au programme du CIML requiert l'inscription au programme Master's-Doctorat à l'École Doctorale des Sciences de la Vie. Une caractéristique unique du programme est programme d’échange avec Harvard Medical School.

## Activités cliniques
En immunologie, plus que dans toute autre discipline, la physiologie est souvent révélée par la pathologie. C'est pourquoi l'Institut est impliqué dans de nombreuses études à objectifs cliniques. Une grande partie des malignités sont étudiées au CIML, telles que les leucémies et cancers hematopoïétiques, lymphomes et déficiences immunitaires primaires, ou brucellose et arthrite juvénile. Les traitements sont également un aspect majeur de l'institut, tels que des études portant sur la prévention, la surveillance, et le traitement de malignités hématologiques et sur l'impact des thérapies sur le système immunitaire. Enfin, des travaux théoriques, qui peuvent apporter des solutions clé à la médecine sont conduits au CIML sur les mécanismes inflammatoires associes au développement d'inflammations de l'intestin.

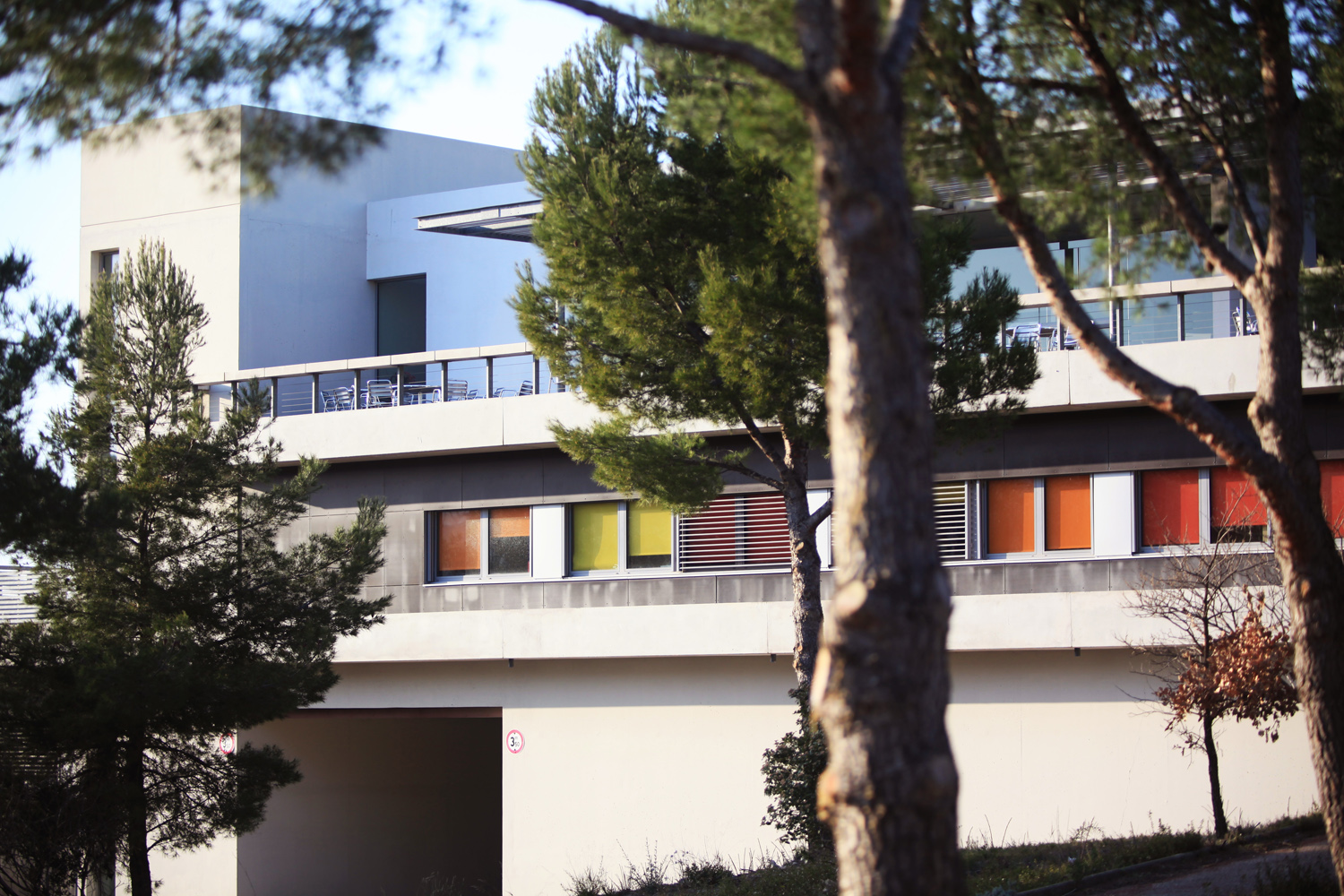